# Hrvoje Miličević
Hrvoje Miličević (Mostar, 20 aprile 1993) è un calciatore bosniaco con cittadinanza croata, difensore o centrocampista dell'AEK Larnaca.

## Caratteristiche tecniche
Aiutato anche dai suoi 192 cm è molto abile nei colpi di testa. Dotato di grande forza fisica, grazie anche a un buon senso della posizione cerca spesso di anticipare il proprio avversario con interventi puliti. Oltre ad avere tutte le qualità di un centrocampista difensivo, Hrvoje Miličević è anche elegante nei movimenti e possiede un'ottima visione di gioco che rende imprevedibili le sue giocate.

## Carriera

### Club
Esordisce a livello professionistico con la maglia dell'HSK Zrinjski Mostar, club bosniaco della sua città natale. Esordisce in prima squadra nella stagione 2010-2011, mettendo a segno un gol in 9 presenze. Nei due anni successivi mette invece a segno 3 gol in 48 presenze, che insieme a 3 presenze senza gol nei turni preliminari di Europa League ed alle 17 presenze senza reti della prima parte della stagione 2013-2014 lo portano ad un bilancio totale di 77 presenze e 4 gol con il club.
Nel gennaio 2014 viene tesserato dal Pescara, squadra del campionato di Serie B, con cui anche a causa di un grave infortunio nel marzo 2014 non riesce ad esordire in competizioni ufficiali. Viene riconfermato in squadra anche per la stagione 2014-2015, sempre in Serie B. A gennaio 2015 passa in prestito al Teramo, in Lega Pro; con i biancorossi vince il campionato centrando la promozione in Serie B, ma il titolo viene revocato in seguito ad una condanna del club per illecito sportivo.
Nella stagione successiva firma per L'Aquila, sempre in prestito dal Pescara.
Il 2 aprile 2017, durante l'incontro Pescara-Milan (1-1) esordisce in Serie A, giocando gli ultimi 5 minuti dell'incontro.
Nel mercato invernale 2018 viene ceduto a titolo definitivo all'Aqtöbe, club della prima divisione kazaka.

### Nazionale
Con l'Under-19 ha giocato 5 partite amichevoli e 2 partite negli Europei di categoria del 2012. Nell'estate del 2013 ha disputato 4 partite nei Mondiali Under-20, mentre in seguito ha esordito con l'Under-21, con la cui maglia ha giocato 3 partite di qualificazione agli Europei di categoria del 2015.
Nel 2022 accetta la convocazione da parte della Bosnia ed Erzegovina.

## Statistiche
Statistiche aggiornate al 22 febbraio 2016.
| Stagione               | Squadra                | Campionato             | Campionato | Campionato | Coppe nazionali | Coppe nazionali | Coppe nazionali | Coppe europee | Coppe europee | Coppe europee | Altre coppe | Altre coppe | Altre coppe | Totale | Totale |
| Stagione               | Squadra                | Camp                   | Pres       | Reti       | Camp            | Pres            | Reti            | Camp          | Pres          | Reti          | Camp        | Pres        | Reti        | Pres   | Reti   |
| ---------------------- | ---------------------- | ---------------------- | ---------- | ---------- | --------------- | --------------- | --------------- | ------------- | ------------- | ------------- | ----------- | ----------- | ----------- | ------ | ------ |
| 2010-2011              | Zrinjski Mostar        | PL                     | 9          | 1          | CBH             | 0               | 0               | -             | -             | -             | -           | -           | -           | 9      | 1      |
| 2011-2012              | Zrinjski Mostar        | PL                     | 24         | 2          | CBH             | 0               | 0               | -             | -             | -             | -           | -           | -           | 24     | 2      |
| 2012-2013              | Zrinjski Mostar        | PL                     | 24         | 1          | CBH             | 0               | 0               | -             | -             | -             | -           | -           | -           | 24     | 1      |
| 2013-gen. 2014         | Zrinjski Mostar        | PL                     | 17         | 0          | CBH             | 0               | 0               | -             | -             | -             | -           | -           | -           | 17     | 0      |
| Totale Zrinjski Mostar | Totale Zrinjski Mostar | Totale Zrinjski Mostar | 74         | 4          |                 | 0               | 0               |               | -             | -             |             | -           | -           | 74     | 4      |
| gen.-giu. 2014         | Pescara                | B                      | 0          | 0          | -               | -               | -               | -             | -             | -             | -           | -           | -           | 0      | 0      |
| 2014-gen. 2015         | Pescara                | B                      | 0          | 0          | CI              | 0               | 0               | -             | -             | -             | -           | -           | -           | 0      | 0      |
| gen.-giu. 2015         | Teramo                 | LP                     | 3          | 0          | -               | -               | -               | -             | -             | -             | SLP         | 0           | 0           | 3      | 0      |
| 2015-2016              | L'Aquila               | LP                     | 17         | 1          | CI+CI-LP        | 0+1             | 0+0             | -             | -             | -             |             | -           | -           | 18     | 1      |
| Totale carriera        | Totale carriera        | Totale carriera        | 94         | 5          |                 | 1               | 0               |               | -             | -             |             | 0           | 0           | 95     | 5      |

### Cronologia presenze e reti in nazionale
| Cronologia completa delle presenze e delle reti in nazionale ― Bosnia ed Erzegovina | Cronologia completa delle presenze e delle reti in nazionale ― Bosnia ed Erzegovina | Cronologia completa delle presenze e delle reti in nazionale ― Bosnia ed Erzegovina | Cronologia completa delle presenze e delle reti in nazionale ― Bosnia ed Erzegovina | Cronologia completa delle presenze e delle reti in nazionale ― Bosnia ed Erzegovina | Cronologia completa delle presenze e delle reti in nazionale ― Bosnia ed Erzegovina | Cronologia completa delle presenze e delle reti in nazionale ― Bosnia ed Erzegovina | Cronologia completa delle presenze e delle reti in nazionale ― Bosnia ed Erzegovina |
| Data                                                                                | Città                                                                               | In casa                                                                             | Risultato                                                                           | Ospiti                                                                              | Competizione                                                                        | Reti                                                                                | Note                                                                                |
| ----------------------------------------------------------------------------------- | ----------------------------------------------------------------------------------- | ----------------------------------------------------------------------------------- | ----------------------------------------------------------------------------------- | ----------------------------------------------------------------------------------- | ----------------------------------------------------------------------------------- | ----------------------------------------------------------------------------------- | ----------------------------------------------------------------------------------- |
| 25-3-2022                                                                           | Zenica                                                                              | Bosnia ed Erzegovina                                                                | 0 – 1                                                                               | Georgia                                                                             | Amichevole                                                                          | -                                                                                   | 59’                                                                                 |
| 29-3-2022                                                                           | Zenica                                                                              | Bosnia ed Erzegovina                                                                | 1 – 0                                                                               | Lussemburgo                                                                         | Amichevole                                                                          | -                                                                                   | 46’                                                                                 |
| 14-6-2022                                                                           | Zenica                                                                              | Bosnia ed Erzegovina                                                                | 3 – 2                                                                               | Finlandia                                                                           | UEFA Nations League 2022-2023 - 1º turno                                            | -                                                                                   | 46’                                                                                 |
| 26-9-2022                                                                           | Bucarest                                                                            | Romania                                                                             | 4 – 1                                                                               | Bosnia ed Erzegovina                                                                | UEFA Nations League 2022-2023 - 1º turno                                            | -                                                                                   | 46’                                                                                 |
| 23-3-2023                                                                           | Zenica                                                                              | Bosnia ed Erzegovina                                                                | 3 – 0                                                                               | Islanda                                                                             | Qual. Euro 2024                                                                     | -                                                                                   |                                                                                     |
| 26-3-2023                                                                           | Bratislava                                                                          | Slovacchia                                                                          | 2 – 0                                                                               | Bosnia ed Erzegovina                                                                | Qual. Euro 2024                                                                     | -                                                                                   | 46’                                                                                 |
| 8-9-2023                                                                            | Zenica                                                                              | Bosnia ed Erzegovina                                                                | 2 – 1                                                                               | Liechtenstein                                                                       | Qual. Euro 2024                                                                     | -                                                                                   |                                                                                     |
| 11-9-2023                                                                           | Reykjavík                                                                           | Islanda                                                                             | 1 – 0                                                                               | Bosnia ed Erzegovina                                                                | Qual. Euro 2024                                                                     | -                                                                                   | 81’                                                                                 |
| Totale                                                                              |                                                                                     | Presenze                                                                            | 8                                                                                   |                                                                                     | Reti                                                                                | 0                                                                                   |                                                                                     |

## Palmarès

### Club

#### Competizioni nazionali
- Lega Pro: 1  (revocato)

Teramo: 2014-2015
- Campionato bosniaco: 1

Sarajevo: 2019-2020
- Coppa di Bosnia: 1

Sarajevo: 2020-2021
- Coppa di Cipro: 1

AEK Larnaca: 2024-2025